# 6. Räumbootsflottille
Die 6. Räumbootsflottille war ein Marineverband der deutschen Kriegsmarine im Zweiten Weltkrieg, der von Juli 1941 bis Anfang Mai 1945 bestand und im Mittelmeer operierte.

## Aufstellung
Die Flottille wurde am 28. Juli 1941 in Cuxhaven mit acht kleinen Minenräumbooten des Typs Räumboot 1930–33 aufgestellt. Dies waren die bei Abeking & Rasmussen in Lemwerder gebauten Boote R 9, R 10, R 11, R 12, R 13 und R 14 sowie R 15 und R 16 von der Schlichting-Werft.
Fünf der Boote, R 9 – R 13, wurden von der 5. Räumbootsflottille abgegeben, die stattdessen größere Boote erhielt. Die Boote waren 24,5–27,8 m lang und 4,38–4,50 m breit, hatten 1,12–1,58 m Tiefgang und verdrängten zwischen 46 und 52,5 t (maximal). Der Antrieb bestand aus jeweils zwei 6-Zylinder-Viertakt-Dieselmotoren mit zusammen 1428–1540 PS. Mit ihren zwei Voith-Schneider-Propellern erreichten die Boote Spitzengeschwindigkeiten von 16,5–19,8 Knoten. Der Aktionsradius betrug 800 Seemeilen bei 13 Knoten Marschgeschwindigkeit. Die Boote waren anfangs lediglich mit einem 2-cm-Maschinengewehr L/65 C/30 bewaffnet und konnten bis zu zehn Minen mitführen; später wurden sie mit vier 2-cm-MGs ausgestattet. Die Besatzung bestand aus 18 Mann. Erster Flottillenchef war Kapitänleutnant Richard Rossow, auf den aber schon im August 1941 Kapitänleutnant Peter Reischauer folgte. Leitender Ingenieur der Flottille war von ihrer Aufstellung bis 1943 Leutnant, später Oberleutnant zur See (Ing.) Heinz Johann Schulz.
Da die Flottille für den Einsatz im Mittelmeer und vor der nordafrikanischen Küste vorgesehen war, hatte man sich für die kleinen Boote entschieden, die nach entsprechenden Modifikationen über französische Flüsse und Kanäle nach Tripolis in Libyen verlegt werden konnten. R 10, R 15 und R 16 wurden in Königsberg, die anderen Boote in Cuxhaven für die Fahrt unter Brücken und durch Schleusen präpariert, und am 27. September 1941 war die Aufstellung der Flottille beendet. Zwischen dem 19. November und dem 1. Dezember 1941 liefen die Boote in drei Gruppen aus Cuxhaven aus. Getarnt als Flugsicherungsboote und mit den Besatzungen in Zivilkleidung fuhren sie über Rotterdam, den Rhein, den Rhein-Rhône-Kanal und die Rhone nach Port-Saint-Louis an der Rhonemündung. Von dort verlegte die Flottille in zwei Gruppen nach La Spezia (Italien) zur Werftüberholung und Ausrüstung. Am 18. März 1942 verließ die Flottille La Spezia zur Weiterfahrt nach Süden. In mehreren Etappen erreichte sie über Neapel, Salerno, Messina, Palermo, Trapani und Lampedusa am 7. April 1942 ihren neuen Stützpunkt Tripolis.

## Einsatzgeschichte

### Nordafrika 1942–1943
Die Boote waren von diesem Zeitpunkt an im Geleit- und Sicherungsdienst eingesetzt, wobei zunächst Tripolis und Bengasi als Stützpunkte dienten. Mit dem schnellen Vordringen von Rommels Afrikakorps nach Osten verlegte auch die Flottille am 18. Mai weiter ostwärts nach Derna in der Kyrenaika, um die Nachschubsicherung der Truppen gewährleisten zu können. Nach der Einnahme von Tobruk liefen sechs Boote der Flottille am 21. Juni 1942 als erste deutsche Flotteneinheiten im dortigen Hafen ein. Am 29. Juni 1942 verlegte R 13 als erstes Boot in das gerade eroberte Marsa Matruh in Ägypten, und im Juli wurde die gesamte Flottille zur Sicherung von Nachschubgeleiten dorthin eingesetzt.
Am 2. August 1942 verlor die Flottille ihre ersten Boote, als R 9 und R 11 in der Bucht von Bardia bei einem nächtlichen Bombenangriff versenkt wurden. Der Dauereinsatz der Boote machte Werftaufenthalte schließlich unumgänglich, und im September wurden R 10, R 14 und R 16 kurz nacheinander über Kreta, Piräus, den Kanal von Korinth und Korfu nach Palermo in die Werft geschickt. Am 26. Oktober gingen auch R 12 und R 13 nach Palermo, sodass Anfang November 1942 nur noch R 15 in Nordafrika stationiert war. R 12 und R 13 verlegten nach ihrem Eintreffen in Palermo sofort weiter nach Bizerta zur Unterstützung der deutsch-italienischen Truppenkonzentration in Tunesien und trafen dort am 12. November ein, gefolgt am 14. November von dem Beuteboot RA 10.
Nach der zweiten Schlacht von el-Alamein (23. Oktober bis 4. November 1942) begann der stetige Rückzug der Achsenmächte in Nordafrika nach Tunesien. Als Tobruk geräumt wurde, nahm R 15 am 12. November 1942 als letztes Schiff das Restkommando der Stadt an Bord. Bei der Übergabe des französischen Kriegshafens Bizerta durch Vizeadmiral Edmond-Louis Derrien am 8. Dezember 1942 waren R 12, R 13 und RA 10 an der Inbesitznahme von Schleppern, Leichtern und anderen Schiffen im Hafen beteiligt. Erst dann gingen R 12 und R 13 in die Werft nach Palermo, während RA 10 in Ferryville für die Verlegung nach La Spezia vorbereitet wurde.
Von Dezember 1942 bis zur Kapitulation der letzten deutschen Truppen in Tunesien im Mai 1943 sicherte die Flottille von Sizilien kommenden Nachschub, wobei insbesondere Fliegerangriffe, aber auch Attacken britischer Schnellboote eine dauernde Gefahr darstellten. Da inzwischen nur noch die vier Boote R 10, R 14, R 15 und R 16 zur Verfügung standen, und auch diese immer wieder durch Feindeinwirkung beschädigt wurden, wurde im April 1943 beschlossen, die Flottille durch die Boote R1, R 3, R 4, R 6, R 7 und R 8 aus dem Reichsgebiet zu verstärken, die dann über Rhein und Rhone Ende Mai/Anfang Juni im Mittelmeer ankamen.

### Italienische Westküste 1943
Inzwischen waren die verbliebenen Boote der Flottille bereits nach Sizilien verlegt worden, R 14 und R 15 am 8. April, R 10 und R 16 am 7. Mai 1943. RA 10, das britische Beuteboot, war schon am 30. April nach einem Bombentreffer vor La Goulette gesunken. Mit der Eroberung Siziliens durch die Alliierten (Juli–August 1943) ging die Rückverlegung der Flottille an die Westküste Italiens einher, nach Anzio und Nettuno. Von dort aus sicherte sie Geleite im Seegebiet zwischen Neapel, La Spezia und Bastia, im August auch bis nach Toulon. Dabei wurden die durch Flugzeugangriffe verursachten Schäden und daher notwendigen Werftliegezeiten immer zahlreicher. Im Juli wurde Kapitänleutnant Walter Klemm (* 1909) neuer Chef der Flottille. Am 13. August 1943 wurde R 6 bei einem Fliegerangriff vor Civitavecchia versenkt. Nachdem Italien am 8. September 1943 kapituliert hatte, wurden R 7 und R13 durch ihre Besatzungen mit je sechs Wasserbomben am 9. September in Salerno gesprengt, als Schiffsartillerie der alliierten Landungsflotte die Stadt unter Feuer nahm.
Im September wurden die nicht gerade in der Werft befindlichen Boote R 10, R 12, R 14 und R 15 bei der Räumung deutscher Truppen aus Sardinien und Korsika eingesetzt. Der Flottillenstützpunkt wurde am 17. September von Anzio nach Marina di Pisa verlegt. Ab Oktober waren die verbliebenen neun Boote (R 1, R 3, R 4, R 8, R 10, R 12, R 14, R 15 und R 16) im Bereich zwischen Marseille und Livorno mit Geleit- und Minenaufgaben beschäftigt; allerdings waren nahezu dauernd mehrere Boote durch Feindeinwirkung außer Gefecht. Im November mussten acht der neun Boote zu Reparaturen in Toulon in die Werft. Dort verlor die Flottille am 24. November gleich drei ihrer Boote bei einem Luftangriff: R 1 wurde durch einen Bombentreffer versenkt, R 3 wurde irreparabel schwer beschädigt, und beide Maschinen von R 10, die in einer Werfthalle aufgebockt waren, wurden zerstört. R 10 war erst im November 1944 wieder einsatzbereit.

### Adria 1944–1945
Bis Mitte Dezember führten R 4, R 14, R 15 und R 16 noch Geleit- und Minenräumaufgaben im Tyrrhenischen Meer durch. Dann wurden die Boote zur Überführung in die Adria vorbereitet, und im Januar 1944 wurden R 4, R 8, R 12, R 14, R 15 und R 16 nach Venedig verlegt, wo sie im Februar/März im dortigen Arsenal überholt wurden. Neuer Stützpunkt der Flottille wurde erst Abbazia auf der Halbinsel Istrien, dann im Mai Pola. Von April bis September waren die fahrbereiten Boote bei Minen- und Geleitunternehmungen im Raum Triest, Fiume, Pola, Veglia, in der Kvarner-Bucht und entlang der dalmatischen Küste eingesetzt. Ihr Einsatzgebiet wurde mit dem stetigen Vordringen der Alliierten immer mehr eingeengt, und wegen der gegnerischen Luftüberlegenheit wurden die Boote fast nur noch nachts eingesetzt. Am 5. September 1944 ging R 12 nach einem Minentreffer vor Piran verloren. Ende September 1944 kam R 187 zur Flottille. Es hatte zuvor zur 12. Räumbootsflottille gehört, war bei einem Luftangriff auf Rogoznica am 23. Februar 1944 schwer beschädigt und dann nach Pola geschleppt worden, dort am 26. Februar 1944 bei einem Fliegerangriff gesunken, dann gehoben und repariert worden.
Mit dem Vordringen britischer und jugoslawischer Streitkräfte im dalmatischen Küstengebiet im Oktober verlagerte sich der Einsatzgebiet der Boote wieder in den Raum Fiume-Pola-Triest-Venedig, und da die nördliche Adria-Küste von den Kriegsgegnern zunehmend aus der Luft vermint wurde, hatte die Flottille häufig Minenräumaufgaben wahrzunehmen. Zu Beginn des Jahres 1945 bestand die Flottille noch aus den Booten R 4, R 8, R 10, R 14, R 15 und R 16 sowie R 187. Am 22. Februar wurde R 4 vor Portalbona bei einem Flugzeugangriff schwer beschädigt und zunächst nach Fiume, später nach Pola überführt, kam aber nicht mehr zum Einsatz. Bei einem Luftangriff am 16. März auf die Werft in Monfalcone erhielt R 14 einen Volltreffer am Heck und war nicht mehr einsatzfähig.

### Ende
Nach dem Verlust von R 4 und R 14 hatte die Flottille im April 1945 noch fünf Boote, von denen R 15 am 16. April bei Kap Salvore von einem britischen MTB durch Torpedo versenkt wurde. Zwar befanden sich mehrere ehemals italienische Boote (RD-Boote) in Venedig und Monfalcone kurz vor der Fertigstellung, aber das gerade fertig gewordene RD 115 war schon bei dem Luftangriff am 16. März im Werftkanal von Monfalcone versenkt worden, und die beiden nächsten Boote, RD 116 in Monfalcone und RD 127 in Venedig, machten erst Ende April ihre ersten Probefahrten. Ende April musste der Stützpunkt Pola aufgegeben werden. Nach der alliierten Eroberung von Verona am 28. April 1945 wurden die in Venedig im Bau befindlichen Boote zerstört; nur RD 128 wurde ohne Motoren von einem Schnellboot nach Triest geschleppt. Am 30. April wurden auch in Monfalcone die noch nicht fertiggestellten Boote gesprengt, einen Tag vor der Einnahme des Ortes durch neuseeländische Truppen. Die noch verbliebenen Boote R 8, R 10, R 16, R 187 und RD 116 liefen an die Tagliamento-Mündung, wo sie am 2. Mai gemeinsam mit dem Minenschiff Fasana auf den Strand gesetzt und in Brand gesteckt wurden. Ihre Besatzungen kamen in britische Gefangenschaft.

## Boote und Verbleib
| Nummer     | Zur Flottille | Verbleib                                                                           |
| ---------- | ------------- | ---------------------------------------------------------------------------------- |
| R 9        | Juli 1941     | 2. August 1942 durch Fliegerbombe in der Bucht von Bardia versenkt                 |
| R 10       | Juli 1941     | 2. Mai 1945 von eigener Besatzung an der Tagliamento-Mündung auf Strand gesetzt    |
| R 11       | Juli 1941     | 2. August 1942 durch Fliegerbombe in der Bucht von Bardia versenkt                 |
| R 12       | Juli 1941     | 5. September 1944 durch Minentreffer vor der dalmatischen Küste bei Piran versenkt |
| R 13       | Juli 1941     | 9. September 1943 durch eigene Besatzung in Salerno gesprengt                      |
| R 14       | Juli 1941     | 16. März 1945 durch Bombentreffer in Monfalcone zerstört                           |
| R 15       | Juli 1941     | 16. April 1945 durch Torpedotreffer bei Kap Salvore versenkt                       |
| R 16       | Juli 1941     | 2. Mai 1945 von eigener Besatzung an der Tagliamento-Mündung auf Strand gesetzt    |
| R 1        | Mai 1943      | 24. November 1943 durch Bombentreffer in Toulon versenkt                           |
| R 3        | Mai 1943      | 24. November 1943 durch Bombentreffer in Toulon in irreparabel beschädigt          |
| R 4        | Mai 1943      | 22. Februar 1945 vor Portalbona bei Fliegerangriff irreparabel beschädigt          |
| R 6        | Mai 1943      | 13. August 1943 durch Fliegerbombe vor Civitavecchia versenkt                      |
| R 7        | Mai 1943      | 9. September 1943 durch eigene Besatzung in Salerno gesprengt                      |
| R 8        | Mai 1943      | 2. Mai 1945 von eigener Besatzung an der Tagliamento-Mündung auf Strand gesetzt    |
| R 187      | Sept. 1944    | 2. Mai 1945 von eigener Besatzung an der Tagliamento-Mündung auf Strand gesetzt    |
| Beuteboote |               |                                                                                    |
| RA 10      | Okt. 1942     | 30. April 1943 nach Bombentreffer vor La Goulette gesunken                         |
| RD 115     | März 1945     | 16. März 1945 durch Bombentreffer in Monfalcone zerstört                           |
| RD 116     | April 1945    | 2. Mai 1945 von eigener Besatzung an der Tagliamento-Mündung auf Strand gesetzt    |